# Gertrudes Maria
Gertrudes Maria foi uma comerciante paraibana conhecida por sua luta de 14 anos nos tribunais da justiça do Estado para garantir a liberdade sua e de seus filhos contra a escravidão. 

## Biografia
Gertrudes Maria, era comerciante na Cidade da Parahyba - atual João Pessoa - , atividade que exerceu após sua alforria. Antes disso era escravizada, sendo propriedade de Carlos José da Costa. Em 1826, comprou sua liberdade condicionada na mão de seu senhor, em troca de serviços prestados a ele por tempo indeterminado e uma quantia em dinheiro. Sua liberdade total estava estipulada para quando a esposa de seu proprietário falecesse. Em 1828, Carlos José, endividado, tentou vender Gertrudes ilegalmente para José Francisco das Neves, a fim de quitar suas dívidas. Gertrudes se recusou a ser vendida em praça pública e, rebelando-se contra a situação, conseguiu parcialmente sua liberdade por mais de uma década através de processos judiciais. 
Tendo início em 08 de julho de 1828, o processo se deu até 1842. Gertrudes Maria conseguiu advogados em sua defesa e abriu um embargo contra seu senhor. Entre seus advogados estavam Luís Nogueira Moraes, José Lucas de Sousa Rangel, Francisco de Assis Pereira Rocha e Feliciano José Henriques Júnior - todos representantes da elite paraibana. Em 1831, o juiz Inácio de Sousa Gouveia considerou a carta de liberdade de Gertrudes Maria nula, dando ganho do caso á Carlos José da Costa. Entretanto, após uma apelação, o processo foi enviado para julgamento na Ouvidoria Geral da Comarca. Em 1841, Getrudes e seus filhos foram presos novamente por uma ação movida contra ela por seus credores. Eles foram soltos em dezembro do mesmo ano, após a solicitação de um novo responsável, o tenente Modesto Honorato Victor. Ainda em 1841, José Francisco das Neves, um dos credores de Carlos José da Costa, reativou o processo e abriu uma ação contra Gertrudes, na tentativa de vendê-la junto com os filhos em praça pública para receber o dinheiro que Carlos José da Costa o devia. A resolução do caso é desconhecida.
A história de Gertrudes se tornou pública entre 1999 e 2000, quando a historiadora e pesquisadora Solange Rocha encontrou arquivado no Tribunal de Justiça da Paraíba, o processo de Gertrudes Maria.